# Axure RP
Axure RP (рус. Ак-шюр Ар-Пи) — программное обеспечение для создания прототипов и спецификаций веб-сайтов и приложений.

## История
Разработчик программы — частная компания Axure, основанная в мае 2002 года в Сан-Диего (Калифорния, США). Axure RP является основным продуктом компании.
Пилотная версия Axure RP была выпущена в январе 2003 года и позволяла создавать прототипы для веб-приложений. Через шесть лет, к моменту выхода пятого крупного релиза, программа используется многими компаниями из списка Fortune 100, а также тысячами малых и средних фирм по всему миру.
Первые версии программы были доступны только для пользователей Windows. 6 апреля 2010 года вышла версия для Mac.

## Обзор программы

### Основные возможности
Одним из главных достоинств программы является возможность программирования поведения кнопок, текстовых полей, панелей и прочих виджетов, вследствие чего получившиеся макеты или прототипы приближены к окончательному результату и доступны для тестирования.
Взаимодействие со многими виджетами, поставляемыми вместе с Axure RP, может быть настроено с помощью создания тестовых случаев, условий, обрабатываемых событий и выполняемых действий. Например, для выпадающего списка можно обрабатывать следующие события: нажатие, смена элемента, фокус и потеря фокуса.

### Дополнительные возможности
- Axure RP содержит руководство для начинающих, доступное в стартовом окне программы.
- Поддерживается возможность создания аннотаций для большинства элементов интерфейса. Аннотации включаются как в спецификации, так и в HTML-прототипы.
- Прототипы могут быть созданы в двух форматах: HTML (для просмотра в браузере) и .chm (для просмотра на локальном компьютере).
- Существует возможность создавать общие проекты для одновременной работы нескольких человек над одним прототипом[5].
- Поддерживается drag-and-drop.
- Элементы можно группировать в шаблоны, тем самым внося изменения в несколько страниц одновременно.
- С помощью программы можно эмулировать RIA-приложения.
- Доступен генератор спецификации интерфейса[2].
- Первая версия прототипа может быть создана довольно быстро, скорость внесения изменений также считается довольно высокой.[6]

### Недостатки
- С программой поставляется лишь небольшое количество виджетов. Тем не менее, на сайте производителя можно скачать дополнительные библиотеки виджетов, созданные как разработчиками[7], так и пользователями программы[8]. Полезные библиотеки виджетов можно скачать и на других сайтах[9]. Другая возможность получения сложного виджета - это его создание с помощью виджета Panel, используя который можно создавать очень сложные интерактивные компоненты.
- Для многих действий отсутствуют клавиатурные сокращения.
- Не поддерживается экспорт в PDF.[5] Однако поддерживается экспорт в .docx-формат.
- Встроенный инструмент генерирования спецификации сложен в использовании[2], т.к. отсутствует русскоязычная версия программы.
- Цена программы значительно выше аналогов (например Balsamiq).

## Развитие программы
- Март 6, 2006, Axure RP Pro 4[10]
- Июль 2, 2007, Axure RP Pro 4.6[11]
- Апрель 21, 2008, Axure RP Pro 5[12]
- Октябрь 15, 2008, Axure RP Pro 5.1[13]
- Февраль 24, 2009, Axure RP Pro 5.5[14]
- Август 24, 2009, Axure RP Pro 5.6 (for PC)[15]
- Апрель 6, 2010, Axure RP 5.6 (for Mac)[16]
- Июнь 29, 2011, Axure RP 6.0 (for Mac)[17]
- Апрель 18, 2012, Axure RP 6.5 [18]
- Декабрь 17, 2013, Axure RP 7.0
- 2016 Axure RP 8.0 beta